# 春を背負って
『春を背負って』（はるをせおって）は、笹本稜平による日本の小説。2012年にラジオドラマ化、2014年に松山ケンイチ主演で映画化された。
奥秩父の山小屋を舞台とした連作短編小説で、著者の山岳小説の重要な一角をなす『天空への回廊』、『還るべき場所』、『その峰の彼方』など、ヒマラヤやアラスカを舞台にしたハードでスケールの大きな作品群とは対照的に、小さな山小屋に集う人々の心の触れ合いを丹念に描き、ユニークな位置を占める。
「春を背負って」、「花泥棒」、「野晒し」、「小屋仕舞い」、「疑似好天」、「荷揚げ日和」の6編で構成され、いずれも「死」が共通のテーマとなっているともいえるが、作品の主眼はむしろ自然の中で生きることによって自分を、人間性を取り戻していく再生の物語という点にあり、その根底には、人間が本来持っている善性の部分を描きたいという作者の意図が込められている。著者の同じ系譜の作品としては、他に奥多摩の駐在所を舞台にした『駐在刑事』シリーズがある。

## 初出
掲載誌はいずれも『オール讀物』
- 春を背負って（2009年6月号）
- 花泥棒（2009年9月号）
- 野晒し[3]（2010年2月号）
- 小屋仕舞い（2010年6月号）
- 疑似好天（2010年9月号）
- 荷揚げ日和（2010年12月号）

## ラジオドラマ
『新日曜名作座』（NHKラジオ第1放送）にて2012年2月19日から4月1日（3月11日は休止）まで放送された。

### スタッフ
- 脚色 - 古川壬生
- 音楽 - 池辺晋一郎
- 演出 - 川口泰典
- 技術 - 糸林薫 [1 - 3]、伊藤寿 [4 - 6]
- 音響効果 - 久保光男

### 放送日程
| # | サブタイトル | 放送日        |
| - | ------------ | ------------- |
| 1 | 春を背負って | 2012年2月19日 |
| 2 | 花泥棒       | 2月26日       |
| 3 | 野晒し       | 3月04日       |
| 4 | 小屋仕舞い   | 3月18日       |
| 5 | 擬似好天     | 3月25日       |
| 6 | 荷揚げ日和   | 4月01日       |

## 映画
2014年6月14日に公開。
長らく、撮影技師として活動してきた木村大作が、2009年に初めて映画監督に挑戦した『劒岳 点の記』（以下、『劒岳』）以来、2作目の監督作品。『劒岳』が最初で最後の監督作品と思い定めていたが、同作は興行収入25億8,000万円を記録し、第33回日本アカデミー賞で監督賞・撮影賞を始め、第52回ブルーリボン賞作品賞などを受賞し、次回作を期待する声が高まったことを受け、木村は考えを改めた。『劒岳』の原作者である新田次郎の作品で、登山家・加藤文太郎の生涯を描いた『孤高の人』が次回作として候補に挙がったが、冬山での過酷な撮影は困難を極めるであろうことが予想され、断念。その後、新たな題材を探し求めていた木村が書店で本作と出会った。
2013年4月にクランクインし、CGに頼らない四季を撮るために撮影に約1年を費やした。原作の舞台は奥秩父だが、映画では「360度どこをとっても画になる」との理由で立山連峰の大汝山へと変更されている。
主題歌は、山崎まさよしが本作を見て書き下ろしたという「心の手紙」。

### ストーリー
立山の冬山登山の父が子に「一歩一歩負けないように自分の力で普通に歩けばいいんだ」と励まし、子が滑ると殴る。3000mの菫小屋にようやく到着。
長嶺亮は東京でトレーダーをしていて9億円の損失を出している。母から電話があり雪庇に落ちた遭難者を助けようとして父・勇夫が亡くなったのだという。自宅の「民宿ながみね」での葬儀に間に合わない。助かった登山客は既に帰っていた。 雷鳥沢で雪崩があって参列客も慌てて帰る。工房を継いでいる友人・聡史に亨は「赤字の山小屋を母の民宿のお金で維持している」と父を批判したと話す。母と亨と前年から山小屋を手伝っている高澤愛たちと山小屋に向かう。雪の大谷 は観光客でいっぱいだ。山小屋で遺灰を撒く。母は菫小屋を雷鳥荘に譲るというと亨が継ぐといって業績が回復していたが、退社。「山小屋を背負うことはお父さんの夢も背負うことだ」といわれる。60キロの荷物を運ぼうとして反対され、半分にするが辛い。謎の過去をもつ「ゴロさん」悟郎がボッカで付いてきて、夢枕に勇夫が現れて亮が一人前になるまで手伝うという。
山小屋開き。遭難しそうになる人や父を追悼にくる人など。亨のいた優良企業を志望している「大めし」須永が制止を聞かずに出発して遭難して何とか救助されるが、山小屋の主人としての責任を痛感する。ヘリで荷物を運ぶ山小屋もあるが、悟郎は欲をかいてはいけないと諭す。愛は「3年前に認知症の父を亡くし、追うように母が亡くなった時に不倫でいなかった」「両親が出会ったのが立山だった」と告白、ひとりで登山して遭難しそうになった時に勇夫が助けてくれ、勇夫を「森の大きな樹みたいな人です。窒息寸前の私にたくさんの酸素をくれました」という。秘密のテラスが完成し、悟郎は「荒らさず絶やさず欲張らず」という。小屋じまいの日に悟郎が脳梗塞になり、3時間が勝負なので皆で担いで降りる。悟郎は勇夫が夢に現れ、まだ半人前だからと帰されたという。
春がきて、「なごり雪」を歌いながら菫小屋に来た悟郎は「人間は人の心とふれあいがあってこそ生きていける」、鶴が自分の居場所に帰るためにエベレスト山を飛んでいくのを見たと話す。亨も愛も居場所を見つけたようである。

### キャスト
- 長嶺亨 - 松山ケンイチ
- 高澤愛 - 蒼井優
- 多田悟郎 - 豊川悦司
- 中川聡史 - 新井浩文
- 工藤肇 - 吉田栄作
- 中川ユリ - 安藤サクラ
- 須永幸一 - 池松壮亮
- 西村太一 - 駿河太郎
- 聡史の父 - 螢雪次朗
- 朝倉隆史 - 仲村トオル
- 高野かね - 市毛良枝
- 文治 - 井川比佐志
- 野沢久雄 - 石橋蓮司
- 長嶺菫 - 檀ふみ
- 長嶺勇夫 - 小林薫
- 遭難者の女性 - KIKI

### スタッフ
- 監督 - 木村大作
- 脚本 - 木村大作、瀧本智行、宮村敏正
- 製作 - 石原隆、市川南
- 音楽 - 池辺晋一郎
- 撮影 - 木村大作
- 主題歌 - 山崎まさよし 「心の手紙」
- 山岳監修 - 多賀谷治
- 美術 - 佐原敦史
- 録音 - 石寺健一
- 照明 - 鈴木秀幸
- 編集 - 板垣恵一
- 制作担当 - 金澤清美
- プロデューサー - 松崎薫、上田太地
- 製作プロダクション - 東宝映画
- 製作 - フジテレビジョン、東宝、ホリプロ、北日本新聞社

### 封切り
全国337スクリーンで公開され、2014年6月14、15日の初日2日間で興収9521万8400円、動員8万1166人になり、映画観客動員ランキング（興行通信社調べ）で初登場第3位となった。